# Villaflores
Villaflores là một đô thị thuộc bang Chiapas, México. Năm 2005, dân số của đô thị này là 93023 người.